# Toszek
Toszek là một thị trấn thuộc huyện Gliwicki, tỉnh Śląskie ở nam Ba Lan. Thị trấn có diện tích 10 km². Đến ngày 1 tháng 1 năm 2011, dân số của thị trấn là 3511 người và mật độ 362 người/km².